# Aragoniense
El Aragoniense es un piso continental de la escala cronoestratigráfica local del sur de Europa  (hace 15,97- 11,6 millones de años) incluido en el Mioceno. Precede al Vallesiense y sigue al Rambliense. El Aragoniense se solapa con los pisos Serravalliense, Langhiense y  Burdigaliense superior de la escala temporal geológica formal.
El Aragoniense fue definido en España por los paleontólogos neerlandeses Remmert Daams, Matthijs Freudenthal y Anne van de Weerd en 1977, en base a diversas sucesiones estratigráficas con yacimientos de fósiles de micromamíferos en la cuenca cenozoica de Calatayud-Teruel, en las proximidades de Villafeliche (Zaragoza). Recibe su nombre por la comunidad autónoma de Aragón donde se estableció el estratotipo de este piso.